# Robertsbridge Abbey
Robertsbridge Abbey (Pons Roberti) ist eine ehemalige Zisterziensermönchsabtei in Robertsbridge rund 16 km nördlich von Hastings in East Sussex in England.

## Geschichte
Das Kloster wurde 1176 in Salehurst von Alured de Saint-Martin, dem dapifer von König Richard I. von England, als Tochterkloster von Boxley Abbey gestiftet und gehörte damit der Filiation der Primarabtei Clairvaux an. 1193 wurden die Äbte von Robertsbridge und Boxley gemeinsam zu dem von Kaiser Heinrich VI. im heutigen Deutschland gefangen gehaltenen König Richard I. gesandt, mit dem sie in Ochsenfurt zusammentrafen. Um das Jahr 1250 wurde es wegen Hochwassergefahr über den Fluss Rother nach Robertsbridge verlegt. In der Folgezeit besuchten die Könige Heinrich III. von England und Eduard II. von England das Kloster. Das hoch angesehene Kloster erlitt gegen Ende des 14. Jahrhunderts einen Niedergang. Zu dem Kloster gehörte ein Hospital in Seaford. Zur Zeit der Klosterauflösung wurde das Jahreseinkommen des Klosters mit 248 Pfund bewertet, und es lebten noch 12 Mönche in ihm. Die Auflösung erfolgte erst mit den größeren Klöstern im Jahr 1538. Anschließend wurde das Klostergut an Sir William Sydney verkauft, der eine Schmiede einrichtete, die bis zum Ende des 18. Jahrhunderts betrieben wurde. Die Anlage steht im Eigentum der Familie Heath.

## Bauten und Anlage
Die Klostergebäude, deren Lage durch Aerophotographie gesichert wurde, stammten größtenteils aus dem 13. Jahrhundert. Sie sind inzwischen bis auf das Abtshaus, das in dem Bauernhof aufgegangen ist, sowie das Kalefaktorium und das Refektorium, beide im Südflügel der Klausur, die in eine Scheune und eine Darre verwandelt wurden, sich aber in Verfall befinden, verschwunden. Die kreuzförmige Kirche, wohl mit einem Chorumgang, lag im Norden. Östlich des Kalefaktoriums sind noch Reste des Gewölbes des Unterbaus des Dormitoriums vorhanden. Teile der nicht zugänglichen Anlage sind von außen, so vom Friedhof von Salehurst, aus sichtbar.